# Distrugerea artefactelor Muzeului din Mosul
Distrugerile artefactelor din Muzeul din Mosul au devenit cunoscute public pe 26 februarie 2015, atunci când Statul Islamic a făcut un videoclip care le arată distrugerile.

## Muzeul din Mosul
Muzeul din Mosul, deschis în 1952, este al doilea cel mai mare muzeu al Irakului, primul fiind Muzeul Național al Irakului. Muzeul e împărțit în 4 aripi cu artefacte: 
- aripa asiriană,
- aripa hatrană,
- aripa islamică, și
- aripa preistorică.

### Importanța în regiune
Frontierele actuale ale Irakului se suprapun cu extinderea istorică a Mesopotamiei. Mesopotamia este considerată ca fiind una dintre primele zone în care a evoluat urbanizarea, începând în jurul mileniului al IV -lea î.e.n.. „Orașul” a devenit centrul unui nou sistem social, ducând la necesitatea unei puteri centralizate. Din punct de vedere artistic, Irakul deține dovezi ale trecerii de la figuri stilizate și schematice la reprezentări ale formei umane. Scrierea a evoluat în aceeași perioadă, permițându-le oamenilor să-și descrie divinitățile și să își consemneze religia. Datorită eforturilor arheologilor a fost descoperită lumea mesopotamiană ca lume contemporană cu biblia, împreună cu multe povești de pe tăblițe cu scriere cuneiformă care descriu texte biblice.
Înțelegerea lumii despre Irak și istoria sa provine din eforturile arheologice care au avut loc pe teritoriul său. Din cauza lipsei de rămășițe arhitecturale vizibile în zonă, Mesopotamia și Irak, în special, se află în cazul în care „vânătoarea de comori” vechi transformată în începuturile cercetării arheologice reale pe care o cunoaștem astăzi. Arheologii au cercetat în Irak mai bine de un secol și jumătate, oferindu-ne o mare cantitate de timp pentru a înțelege cu adevărat impactul regiunii asupra celor care locuiesc acolo și, în cele din urmă, asupra restului lumii.

## Distrugeri (în 2015)

### Conținutul videoclipului făcut deStatul Islamic
Într-un videoclip făcut și distibuit ISIS pe 26 februarie 2015, ei intră în Muzeul din Mosul cu intenția de a distuge artefactele de acolo pe care le numesc „idoli”.